# Хямекоски
Хя́мекоски (фин. и карел. Hämekoski — «порог Хяме») — деревня в Питкярантском районе Республики Карелия в России. Входит в состав посёлка Харлу. Населённый пункт расположен на берегу реки Янисйоки в 40 км по дороге А121 к северо-востоку от города Сортавала.
С 1996 по 2017 год в результате ошибки в справочнике административно-территориального устройства официального наименование деревни значилось, как «Хемякоски».
Одноимённое название носит железнодорожная остановка на 5-м километре линии Лодейное Поле — Янисъярви Октябрьской железной дороги.

## История

### Российский период 1896—1917

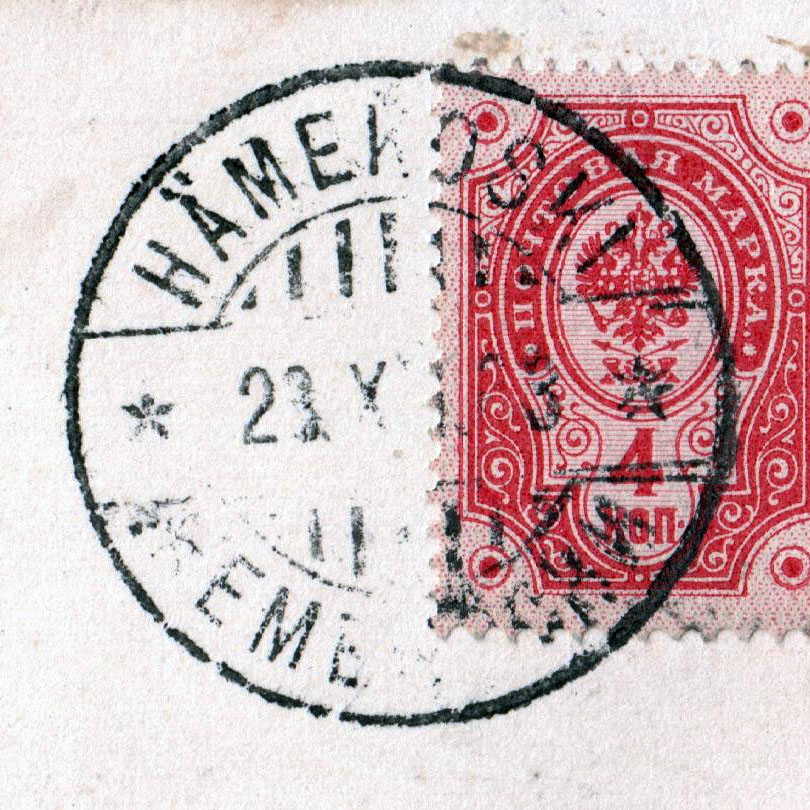
Почтовый штемпель Хямекоски, 1903 год

#### Завод и ГЭС в Хямекоски

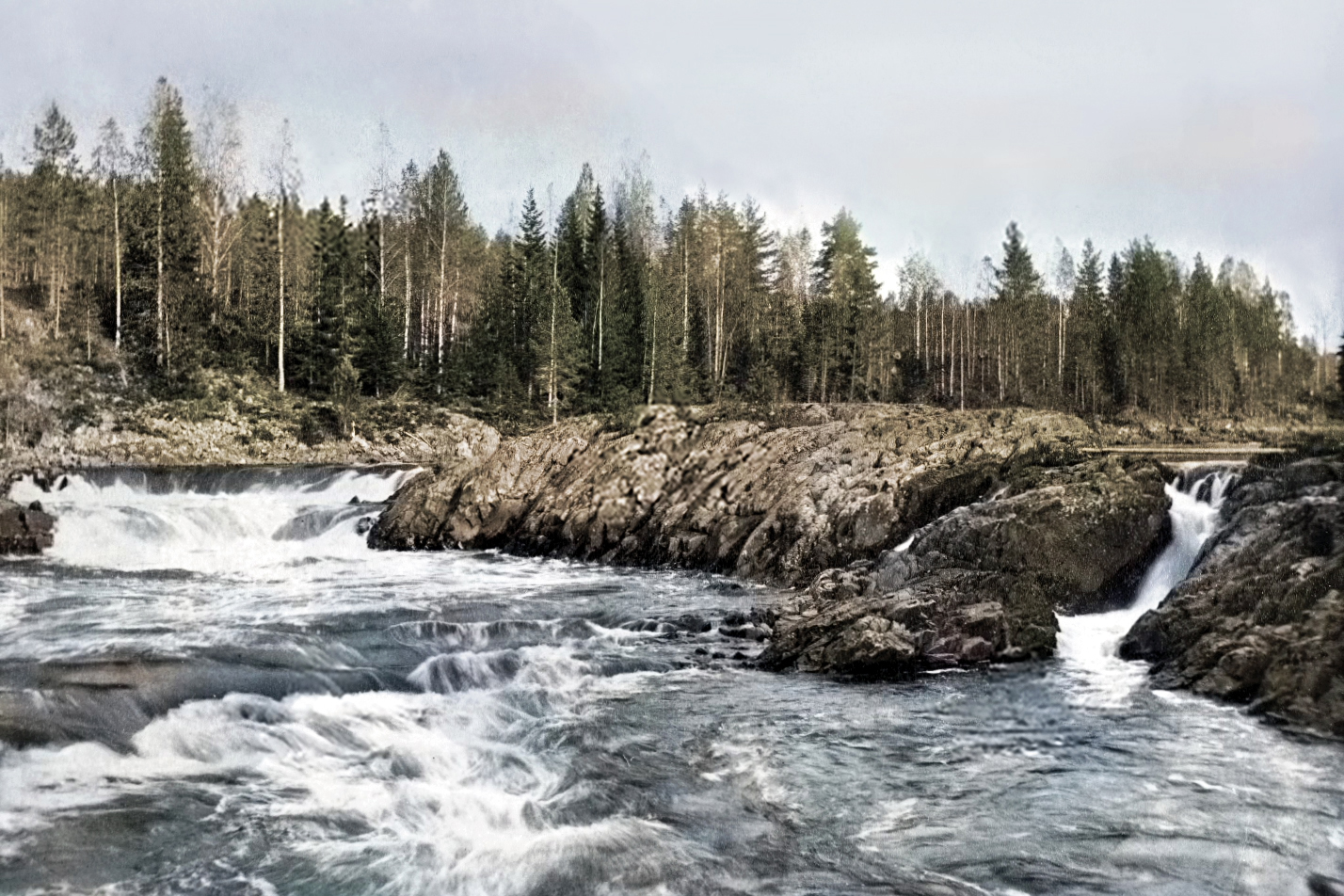
Порог Янисйоки, 1899 год

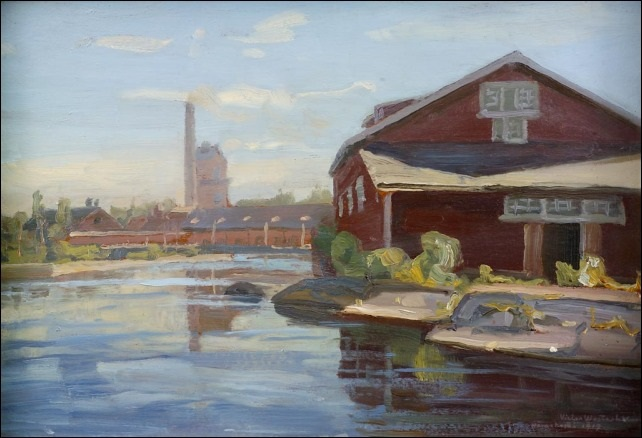
Картина Виктора Вестерхольма «Завод Хямекоски», 1917 год.

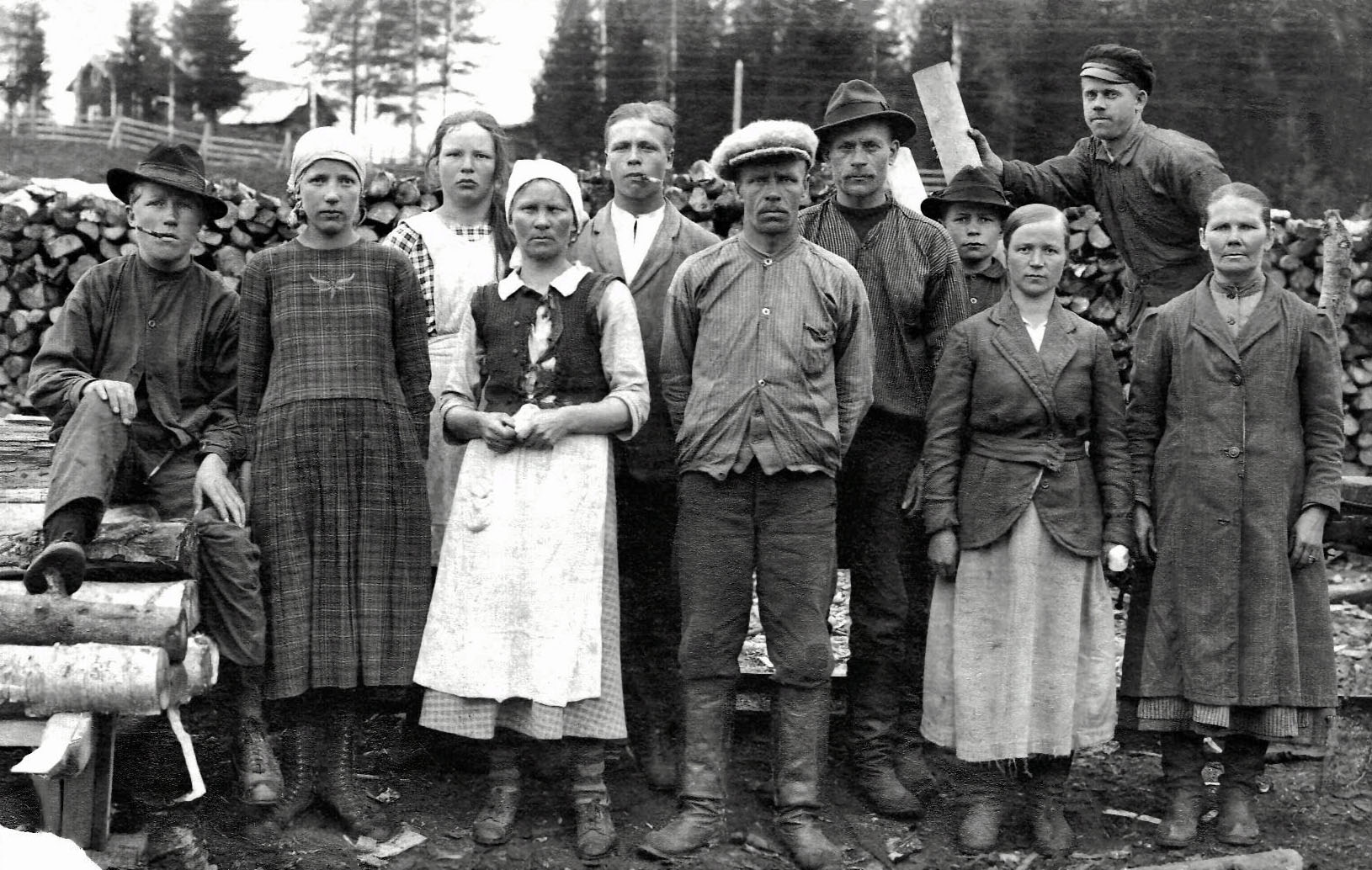
Рабочие Karelia Wood. Хямекоски, 1924 год

Завод был основан в 1897 году как карбидный, затем был переоборудован на производство картона, ещё позже — в фанерный завод. С 1921 года производил чугун.
В декабре 1896 года ежедневная шведоязычная газета «HBL», выходящая в Хельсинки, дала заметку, что в Хямекоски будет построен новый завод и уже ведётся строительство здания, а консул В. Диппель должен возглавить этот бизнес. Назначение и тип завода держались в тайне. Схожие публикации были и в других изданиях. Как выяснилось, в конце XIX века в Хямекоски был основан первый в Финляндии завод по производству карбида кальция.
Работы по водоснабжению были начаты в ноябре 1897 года и были завершены за два года. Производство наладили Эд. Седеркройц (Ed. Cedercreutz) и Л. Крон (L. Krohn). Строительные работы выполнены под руководством инженера Н. Норелла (N. Norell), ставшего первым управляющим директором предприятия. Водный канал, бывший сложнейшей частью этой работы, имел длину 470 метров: высота падения составляла 12,2 метра, и завод обладал мощностью 3000 лошадиных сил при самом низком уровне воды. Однако к 1899 году использовалось только 1200 лошадиных сил. На выходе из канала находились фабричные здания: два больших кирпичных двухэтажных здания, ГЭС, две печи для обжига извести.
Самое серьёзное оборудование зарубежное: турбины американского производства, а также большие динамо-машины мощностью 600 лошадиных сил, выпущенные компанией Siemens-Schuckertwerke. Они генерировали электричество, подаваемое в 12 печей.
Завод дополнялся кирпичной дымовой трубой, пилорамой, столярным цехом и большим механическим цехом. Компании принадлежали также железная дорога от завода до причала в Янисъярви, сам причал, а ещё пароход и несколько барж, курсировавших до Вяртсиля.
Растущее использование гидроэнергии для промышленных нужд привело к созданию большого количества заводов по производству карбида на рубеже XIX и XX веков. В Финляндии также были созданы две фабрики, АО «Хямекоски» и корпорация Siitola. Из-за слабых позиций на международном рынке, обе фабрики были вынуждены прекратить свою деятельность в 1902 году. Однако, сообщения о проблемах на АО «Хямекоски» появляются ещё раньше.
| - Консул В. Диппель, основатель завода Хямекоски - Завод и ГЭС Хямекоски, не позднее 1904 года - Заводские корпуса в Хямекоски, 1911 год - Паровоз Baldwin, принадлежавший заводу Хямекоски. 1898 год |

#### Картонная фабрика
В 1904 году завод переоборудован в картонную фабрику. Владелец в то время был АО «Хямекоски» (Ab Hämekoski Oy).

#### Фанерная фабрика
Акционерное общество «Вяртсиля» (Ab Wärtsilä Oy) приобрело часть акций АО «Хямекоски» в 1916 году.
Ляскельский завод и акционерное общество «Вяртсиля» приобрели за 10 миллионов марок большинство акций, 1800 штук из 2000, в акционерном обществе «Хямекоски». «Вяртсиля» приобретает в собственность хямекоскиские пороги, а Ляскельский завод ценные леса. Общество «Хямекоски», акционерный капитал коего составляет 2 миллиона марок, имеет в Рускеальском приходе древотёрочный и картонный завод.
В марте 1925 года на фанерной фабрике в Хямекоски была введена третья смена. До этого работа производилась на четырёх машинах, но была запущена пятая машина. Эти меры вызваны усиленным спросом на фанеру.
В 1926 году поставки фанеры из Хямекоски в Англию стали ограничены из-за всеобщей стачки 1926 года и чрезмерной конкуренции. Но в 1925 году, пока всё было стабильно, производство фанеры выросло до 8000 кубических метров, — сообщение было в основном из Выборга. Однако, зимой отгрузка производилась также в Котка, Хельсинки и Ханко. В основном, продажи осуществлялись в Англии и Нидерландах, продукцию закупали также Италия, Германия, Бельгия, ЮАР и Китай.

### Финляндский период 1918—1940

#### Электрометаллургический завод
В 1919 году АО «Вяртсиля» выкупила оставшуюся долю акций, став полноправным владельцем старого промышленного завода в Хямекоски. Примерно в то же время АО «Вяртсиля» прекратило использовать собственную доменную печь. Цель состояла в том, чтобы выплавлять высококачественный металлолом в электрической сталеплавильной печи в Хямекоски, получая энергию от ГЭС и перестать работать на угле на Вяртсильском метизном заводе. В 1921 году компания построила завод по переработке металлолома в пустующих фабричных зданиях, установив три печи. ГЭС приспособили для удовлетворения потребностей завода. Поскольку железный лом свозился со всей Финляндии, его состав значительно варьировался: от больших частей барж до токарных стружек. Поначалу железные бруски, полученные в ходе переработки, транспортировались по железной дороге до Янисъярви, а затем на барже до Вяртсиля. Состав произведённых заготовок менялся на заводе Вяртсиля по мере необходимости. В 1922 году на металлургическом заводе Хямекоски было произведено 4000 тонн железа. В этом же году произведено около 500 000 квадратных метров клеёной фанеры.
На заводе работало почти 330 человек, из них около 50 на металлургическом заводе и примерно 210 на фанерной фабрике, 90 из которых женщины. Оставшиеся — работники фермы, насчитывающей 29 коров. Всех механиков на фабрике обеспечивали жильём и древесиной. Другие работники, проживавшие в производственных помещениях, оплачивали аренду из расчёта 1 финская марка за квадратный метр. К слову, молоко для рабочих завода продавалось по 1,80 марок за литр.

Железо в болванках изготовляется в настоящее время двумя финляндскими заводами, а именно Вуоксенниска и Хямекоски. За 1921—1925 годы производство железа в болванках колебалось между 10 000 и 11 300 тонн, в то время как ввоз колебался между 4000 и 18 000 тонн. Несмотря на то, что эти заводы имеют возможность пользоваться дешёвой водяной силой, изготовление железа в болванках при современных условиях оказывается бесприбыльным, вследствие чего указанные заводы в близком будущем прекратят его выделку.
К 1927 году плавильный цех в Хямекоски был оснащён тремя электропечами, каждая из которых производила от 5000 до 6000 кг в день. Мартеновская печь использовала берёзовые брёвна в качестве сырья. Имелись две современные сушильные установки, одна из которых, американская, стоила порядка 1 250 000 марок, а вторая сооружена из оборудования бывших бумагоделательных машин. Было несколько клеящих прессов, токарный станок. На ГЭС установлено 5 турбин, а высота водосброса составляла 12 метров. Электроэнергия подавалась в Леппякоски и завод Ляскеля. Фабрика имела собственную узкоколейную трассу длиной 3,5 км до гавани Янисъярви. Завод также был связан с государственными железными дорогами. Всего заводу принадлежало 6 километров железнодорожных путей.
Число рабочих завода Хямекоски увеличилось до 270 человек, большинство из которых жили в зданиях, построенных компанией. Электрометаллургический завод, фанерная фабрика и все постройки, кроме ГЭС, были разрушены авиаударом во время Советско-финской войны (1939—1940).

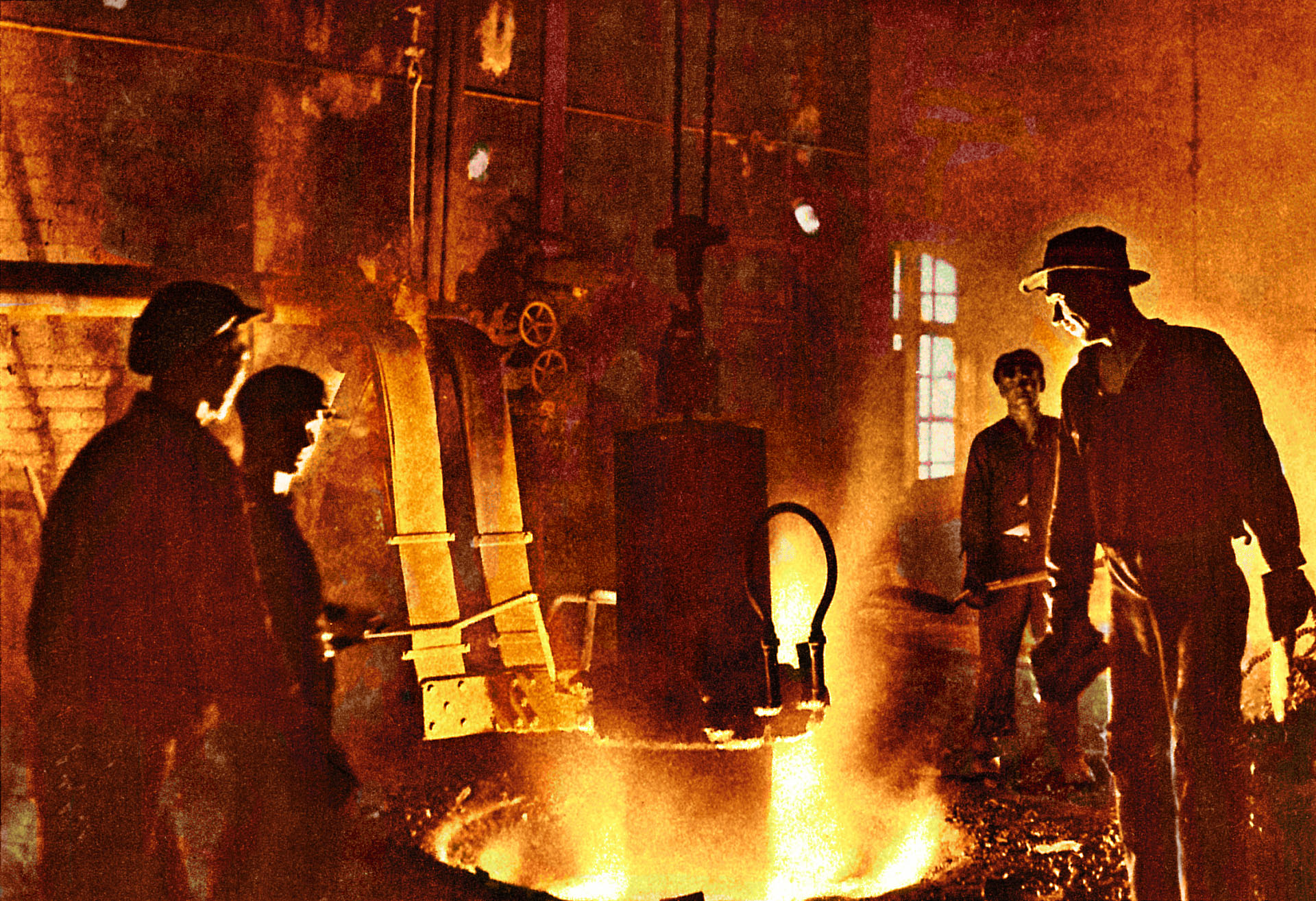
Чугунолитейный завод Хямекоски, 1929 год

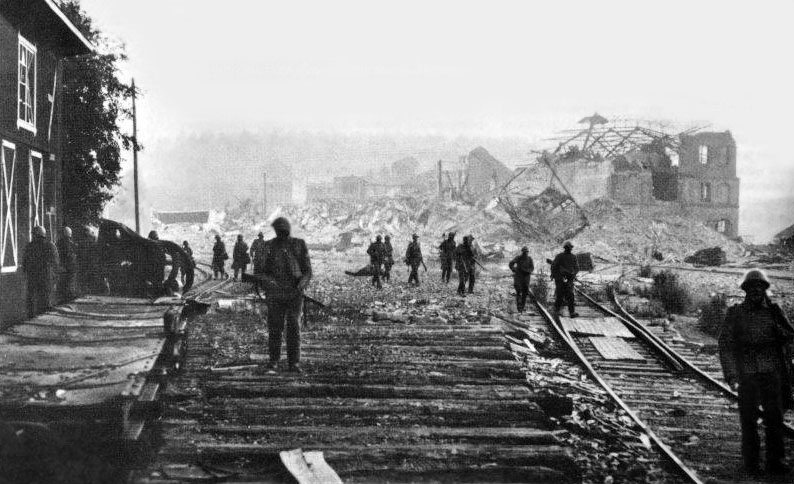
Руины завода Хямекоски, 1940 год

#### Строительство арочного железнодорожного моста
После провозглашения независимости Финляндии, строительная отрасль была в упадке: в послевоенное время не хватало железа. Поскольку в Финляндии было построено два цементных завода, именно железобетон рассматривался как доступный строительный материал.
В 1919 году началось строительство стратегически важной железной дороги Маткаселькя — Суоярви, как ответвления в сторону советской границы. Трасса была экономически жизнеспособной, позволяя доставлять полезные ископаемые и леса, находящиеся вдоль неё. Самой большой трудностью стало преодоление Янисйоки. В апреле 1919 года Национальный совет гражданского строительства обратился к крупным компаниям с заказом на возведение моста с условием, чтобы мост был готов и открыт для движения той же осенью. Самое выгодное предложение поступило от O. Y. Construсtor A. B. Контракт с подрядчиком на сумму 920 000 марок был подписан 30 апреля 1919 года. Итак, нужно было построить мост протяжённостью 110 метров и значительной высоты всего за полгода. Чертежи сделаны в чертёжной мастерской O. Y. Construсtor A. B. её начальником Эмилем Холмбергом. Как следует из технического чертежа, на пересечении западного конца моста были размещены дробилка, бетономешалка, подъёмники и передвижные краны. Работами руководил инженер Мане Муониоваара. 26 ноября 1919 года состоялись осмотр и приёмка моста. Общие трудозатраты составили 131 581 человеко-час. Первоначальная смета была превышена: дополнительные расходы составили 108 000 марок из-за ошибки в предварительных расчётах: порода на восточной опоре оказалась значительно глубже. Таким образом, общая стоимость составила 1 028 000 марок, то есть 1700 марок за квадратный метр.
| - Инженер Мане Муониоваара - Чертёж моста через Янисйоки, 1919 год - Строительство моста через Янисйоки, 1919 год - Испытание моста, 26.11.1919 года |

#### Досуг в Хямекоски
В Хямекоски было собственное общество молодёжи, присоединившееся в 1905 году к южнокарельскому обществу молодёжи.

### Военный период 1941—1945
После Зимней войны по условиям Московского договора бо́льшая часть Выборгской губернии была передана СССР. Однако территория вновь перешла к Финляндии с 1941 по 1944 год.

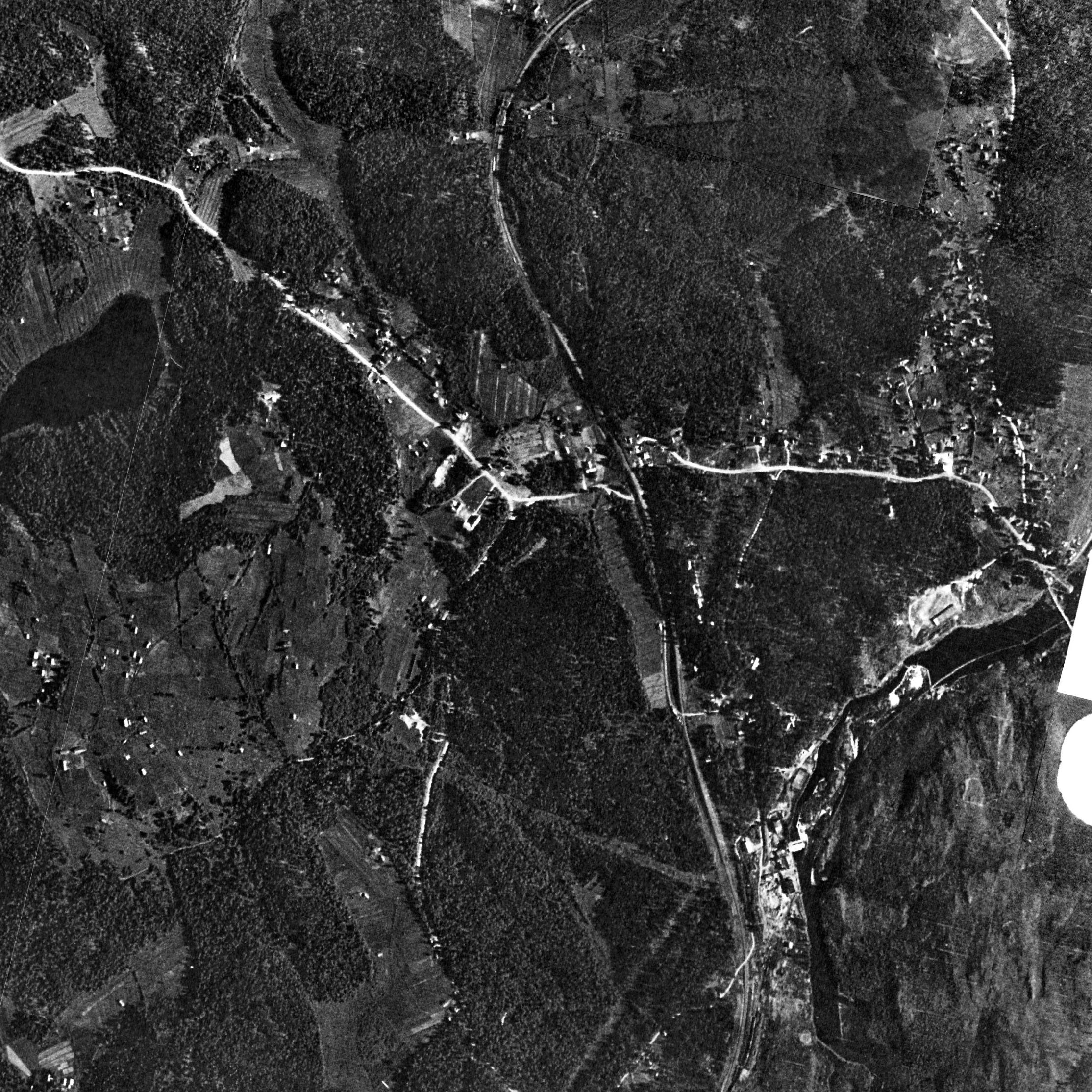
Аэрофотосъёмка Хямекоски, 13 июля 1944 года

9 июля финны окончательно прорвали оборону 71-й стрелковой дивизии и разрезали 7-ю армию на две части. 168-я стрелковая дивизия, штаб и 367-й стрелковый полк из 71-й стрелковой дивизии оказались в полуокружении в районе Сортавалы. Эти части ещё несколько дней финны пытались сбросить в Ладогу и в боях против них применяли танки. 18 июля 1941 года финская армия активизировала свою деятельность главным образом в районе Хямекоски, Харлу, Кааламо. В 4:00 в районе Хямекоски финская армия двумя батальонами форсировала реку Янисйоки, повела наступление на запад и юго-запад. 20 июля 1941 года финская армия, развивая наступление, особую активность проявила в направлениях: Харлу, Хямекоски и Сяркисюрья, бои шли внутри обороны. Отход дивизии 15 и 16 августа проходил также под ударами финской армии. Части дивизии сумели организованно отойти на рубеж Рауталахти. Дивизия оборонялась на сортавальском направлении в течение 35 суток, а затем 168-я стрелковая дивизия эвакуирована на остров Валаам. После завершения 19 сентября 1944 года Советско-финской войны 1941—1944 годов, согласно заключённому Московскому перемирию было восстановлено действие Московского договора 1940 года.

### Советский период 1945—1991
В 1958 году фабрики Ляскеля, Хийденсельга и Харлу были объединены в «Ляскельский целлюлозно-бумажный деревообрабатывающий комбинат». В Хямекоски организован летний пионерский лагерь «Дружба».
Именно в Хямекоски, впервые для сельских библиотек Карелии, открыли свободный доступ к литературе: стали выписывать книги из республиканских библиотек и Ленинградской публичной.

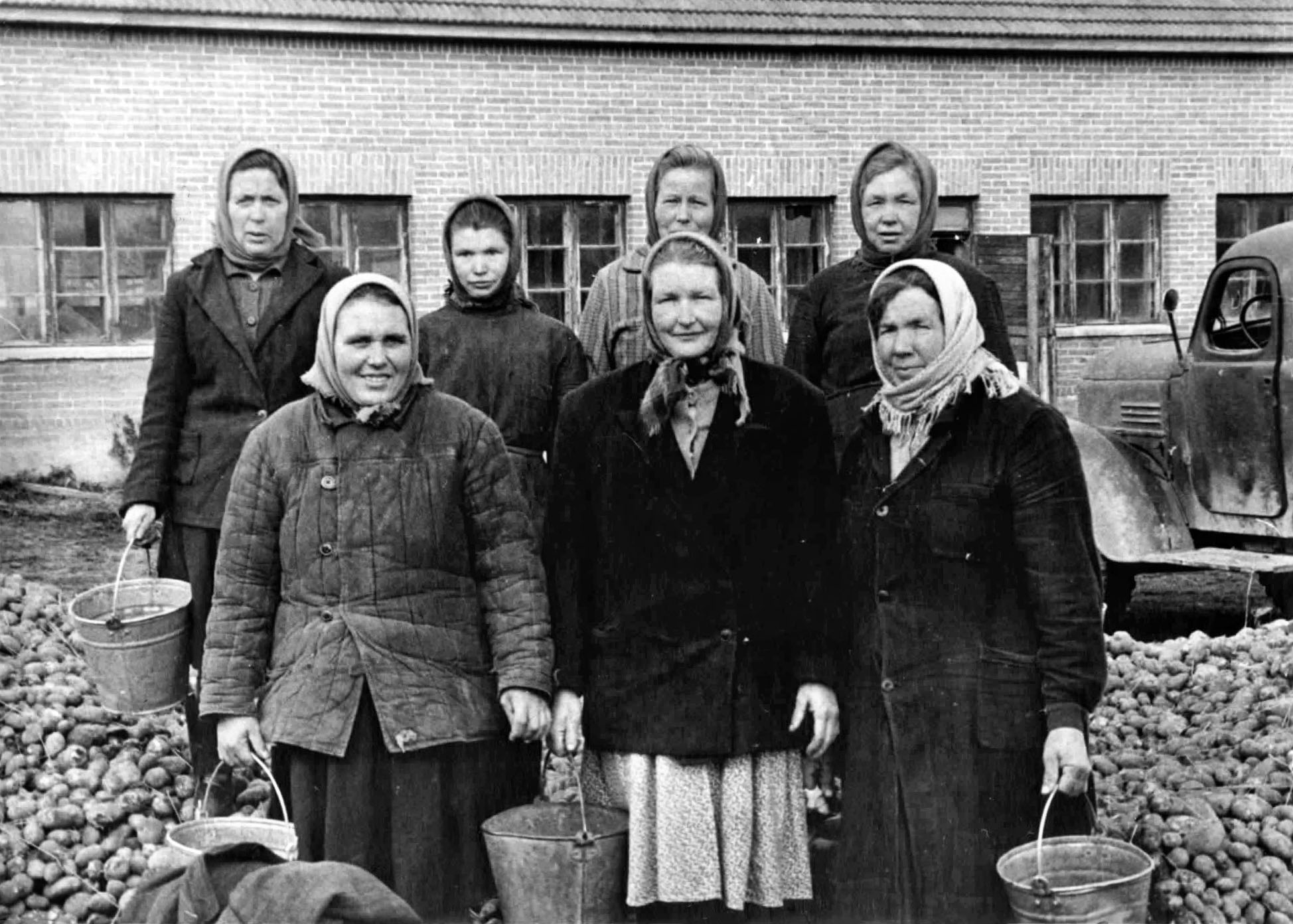
Работницы совхоза в Хямекоски, 1966 год

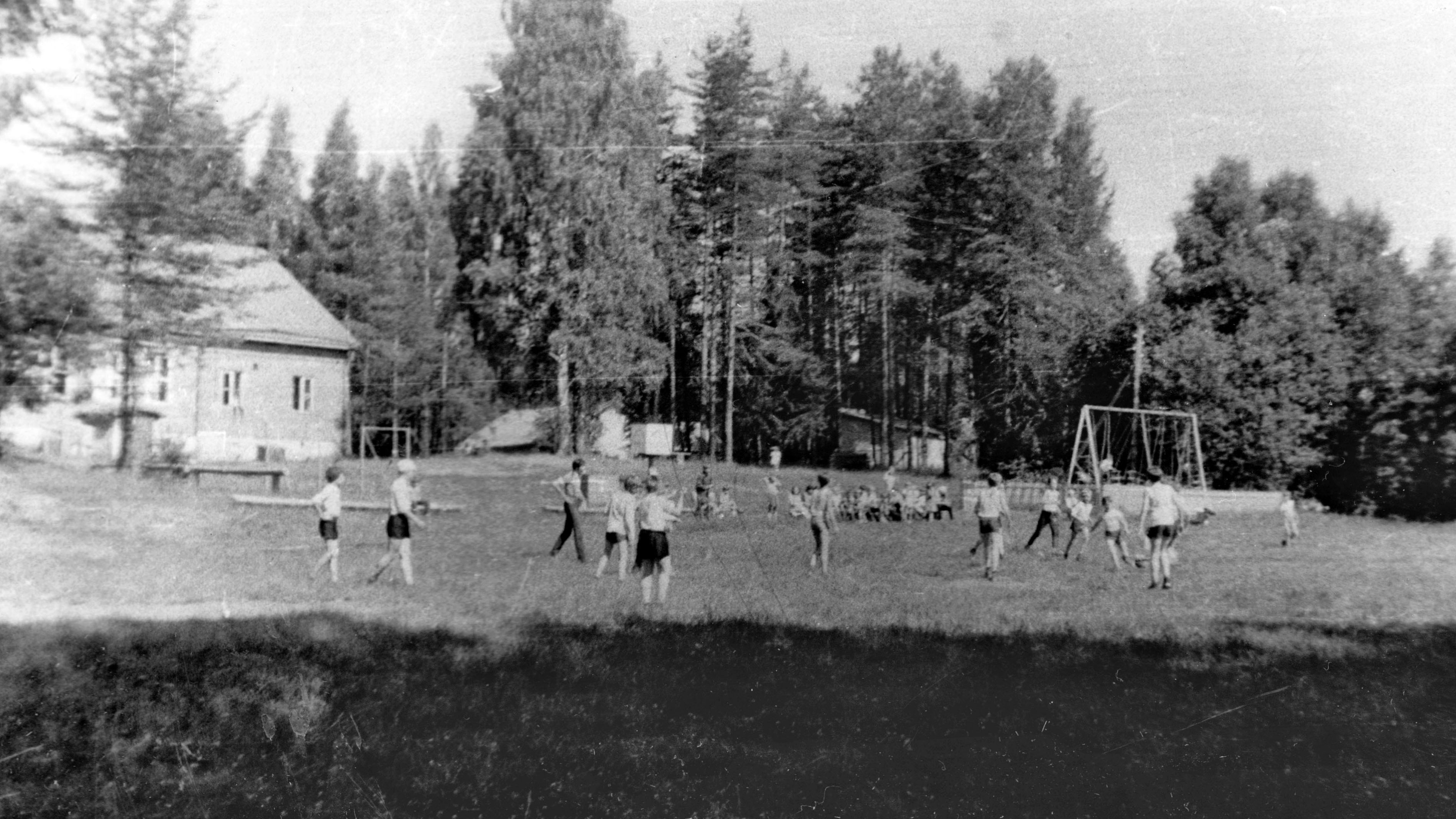
Пионерлагерь «Дружба» в Хямекоски, 1970-е годы

### Современный период (1991 — н. в.)
Перестроечное время принесло изменения: в Хямекоски стали приезжать автолавки. Население состоит преимущественно из пенсионеров, часть из них занимается разведением кроликов. Деревню в Совете Харлуского сельского поселения представляет депутат, избранный в 2017 году на 5 лет.
В 2021 году река Янисйоки и арочный мост в окрестностях Хямекоски показаны в фильме «Девятаев» режиссёра Тимура Бекмамбетова, в том числе попав в официальный трейлер. В 2023 году в районе Хямекоски проводились съемки художественного фильма «Золото Умальты» режиссера Андрея Богатырева

## Население
| 1991 | 2014 | 2015 | 2016 | 2017 | 2018 |
| ---- | ---- | ---- | ---- | ---- | ---- |
| 120  | 25   | 27   | 29   | 30   | 29   |

По состоянию на 2018 год, в Хямекоски проживало 29 человек: 14 мужчин и 15 женщин. Из них трое — школьного возраста (до 17 лет включительно); не было детей дошкольного возраста (до 6 лет включительно).

## Экономика
Градообразующим предприятием является Хямекоски ГЭС-21 (принадлежит ПАО «ТГК-1») мощностью 3,58 МВт.

## Достопримечательности
- Финский арочный железнодорожный мост
- Хямекоски ГЭС — старейшая действующая ГЭС в России (1899)[10]
- Плотина (холостой водосброс)

| - Хямекоски ГЭС, 1938 год - Хямекоски ГЭС, 1935 год - Внутри Хямекоски ГЭС, 1937 год - Хямекоски ГЭС-21 <maplink lang='ru' latitude='61.855472' longitude='30.946583' text='61°51′19″&nbsp;с.&nbsp;ш. 30°56′47″&nbsp;в.&nbsp;д.' title='Хямекоски' zoom='14'>[ { - Файл:"type": "Feature", - Файл:"type": "Point", - Файл:30.946583, - Файл:"title": "Хямекоски", - Файл:"marker-symbol": "star", - Файл:"marker-color": " - Файл:"type": "ExternalData", - Файл:"service": "geoline", - Файл:"ids": "Q4502853", - Файл:"stroke": " - Файл:"type": "ExternalData", - Файл:"service": "geoshape", - Файл:"ids": "Q4502853", - Файл:"fill": " - Файл:"fill-opacity": 0.1, - Файл:"stroke": " - Арочный железнодорожный мост <maplink lang='ru' latitude='61.8775028' longitude='30.9712944' text='61°52′39″&nbsp;с.&nbsp;ш. 30°58′16″&nbsp;в.&nbsp;д.' title='Хямекоски' zoom='14'>[ { - Файл:"type": "Feature", - Файл:"type": "Point", - Файл:30.9712944, - Файл:"title": "Хямекоски", - Файл:"marker-symbol": "star", - Файл:"marker-color": " - Файл:"type": "ExternalData", - Файл:"service": "geoline", - Файл:"ids": "Q4502853", - Файл:"stroke": " - Файл:"type": "ExternalData", - Файл:"service": "geoshape", - Файл:"ids": "Q4502853", - Файл:"fill": " - Файл:"fill-opacity": 0.1, - Файл:"stroke": " - Водосброс на Хямекоски ГЭС-21 <maplink lang='ru' latitude='61.8584139' longitude='30.9514306' text='61°51′30″&nbsp;с.&nbsp;ш. 30°57′05″&nbsp;в.&nbsp;д.' title='Хямекоски' zoom='14'>[ { - Файл:"type": "Feature", - Файл:"type": "Point", - Файл:30.9514306, - Файл:"title": "Хямекоски", - Файл:"marker-symbol": "star", - Файл:"marker-color": " - Файл:"type": "ExternalData", - Файл:"service": "geoline", - Файл:"ids": "Q4502853", - Файл:"stroke": " - Файл:"type": "ExternalData", - Файл:"service": "geoshape", - Файл:"ids": "Q4502853", - Файл:"fill": " - Файл:"fill-opacity": 0.1, - Файл:"stroke": " |